# Esther Bubley
Esther Bubley, née le 16 février 1921 à Phillips dans le Wisconsin et morte le 16 mars 1998 à New York, est une photographe photojournaliste américaine, qui s'est consacrée à la photographie documentaire et la photographie de rue. Elle a travaillé régulièrement pour de nombreux magazines nationaux, dont Life.

## Biographie
Esther Bubley est le quatrième enfant d'immigrés juifs russes aux États-Unis, Louis et Ida Bubley.
Elle fait des études à la Central High School de Superior dans le Wisconsin, puis à l'Université du Wisconsin dans la même ville, et s'inscrit ensuite à la formation de photographie du Minneapolis College of Art and Design.
Elle s'installe en 1941 à Washington où elle cherche sans succès du travail comme photographe ; elle trouve un poste de photographe à New York au magazine Vogue, mais le travail ne lui convient pas. Elle revient à Washington en 1942 et accepte un poste pour microfilmer à la National Archives and Records Administration.
À l'automne 1942, Roy Stryker l'engage comme assistante à l'Office of War Information (OWI), où son ancienne unité photographique de la Farm Security Administration venait d'être transférée. Bubley commence à prendre des photographies pour la section historique de l'OWI et documente la vie sur le front intérieur pendant la guerre, notamment une série remarquée sur le système de bus dans le Midwest et le Sud des États-Unis.

## Livres de photographies
- Charlie Parker, Ray Brown, Benny Carter, J.C. Heard, Johnny Hodges, Barney Kessel, Oscar Peterson, Flip Phillips, Charlie Shavers, Ben Wester : Norman Granz jam sessions (texte de Hank O'Neal ; préface de Norman Granz, traduction d'Isabelle Leymarie), Levallois-Perret, Filipacchi, 1995, 157 p.  (ISBN 9782850182235).

## Collections
- Bibliothèque du Congrès, Washington[2].

## Expositions

### Expositions personnelles
- 1956 : Esther Bubley, Limelight Gallery, New York.
- 1990 : Esther Bubley on Assignment, Photographs Since 1939, Université d'État de New York à Buffalo.
- 2009 : Children’s Hospital 1951. Photographs by Esther Bubley, Frick Art & Historical Center (en), Pittsburgh.

### Expositions collectives
- 11 octobre - 15 novembre 1949 : Six Women Photographers. Photographs by Margaret Bourke-White, Helen Levitt, Dorothea Lange, Tana Hoban, Esther Bubley, and Hazel-Frieda Larsen, Museum of Modern Art (MoMA), New York[3].
- 19 janvier - 2 avril 2022 : A Female Gaze : Seven Decades of Women Street Photographers, Howard Greenberg Gallery , New York[4].

## Photographies d'Esther Bubley

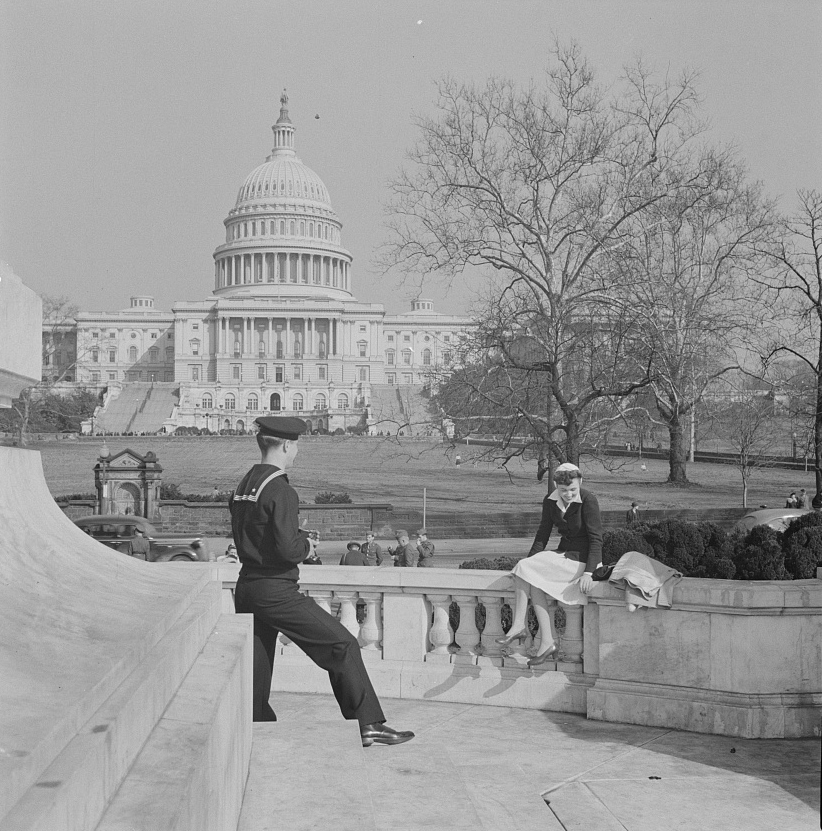
Un marin prenant une photographie de sa petite amie devant le Capitole à Washington, mars 1943.
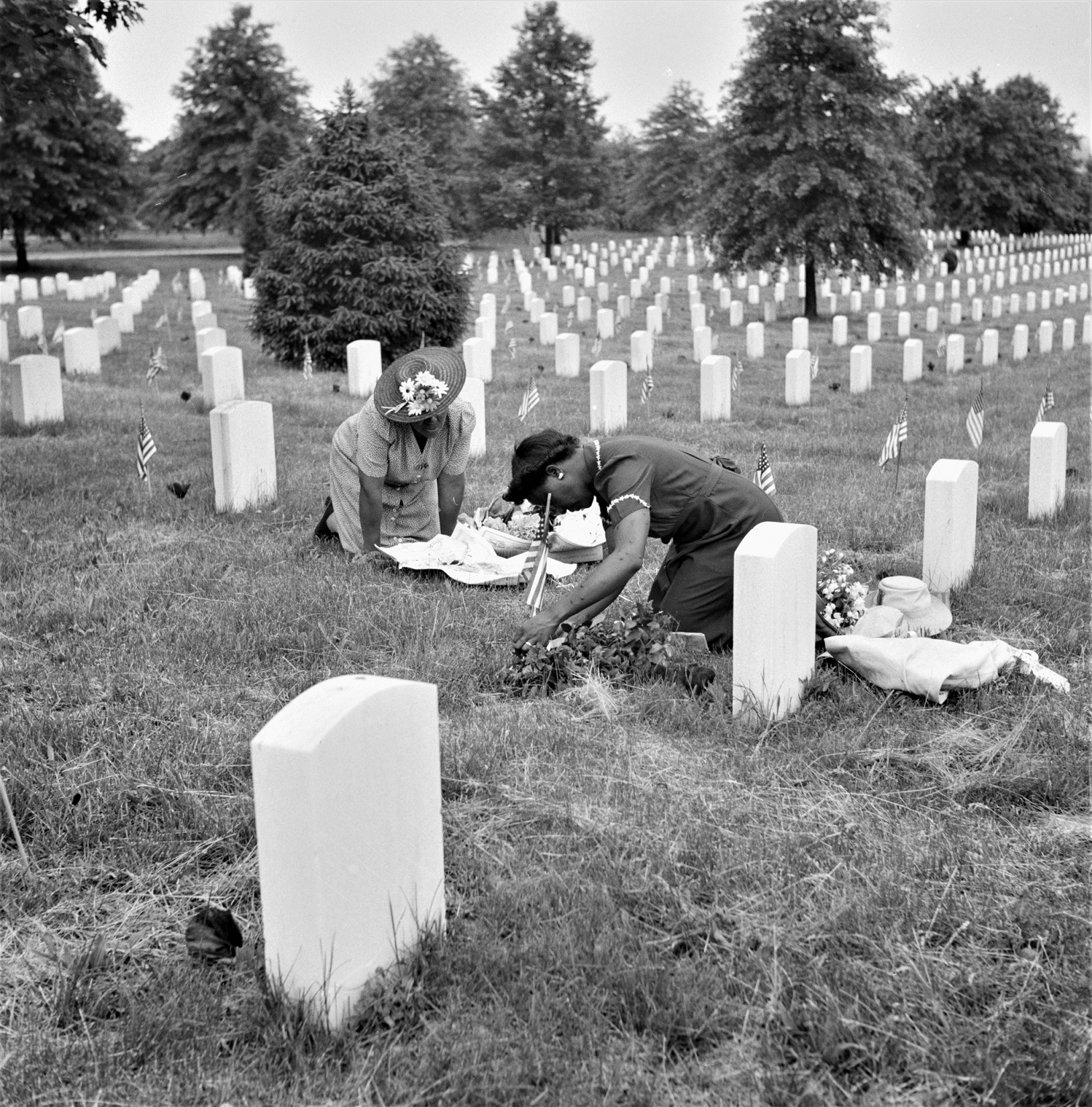
Décoration d'une tombe au cimetière d'Arlington, dans la section réservée aux soldats noirs, mai 1943.
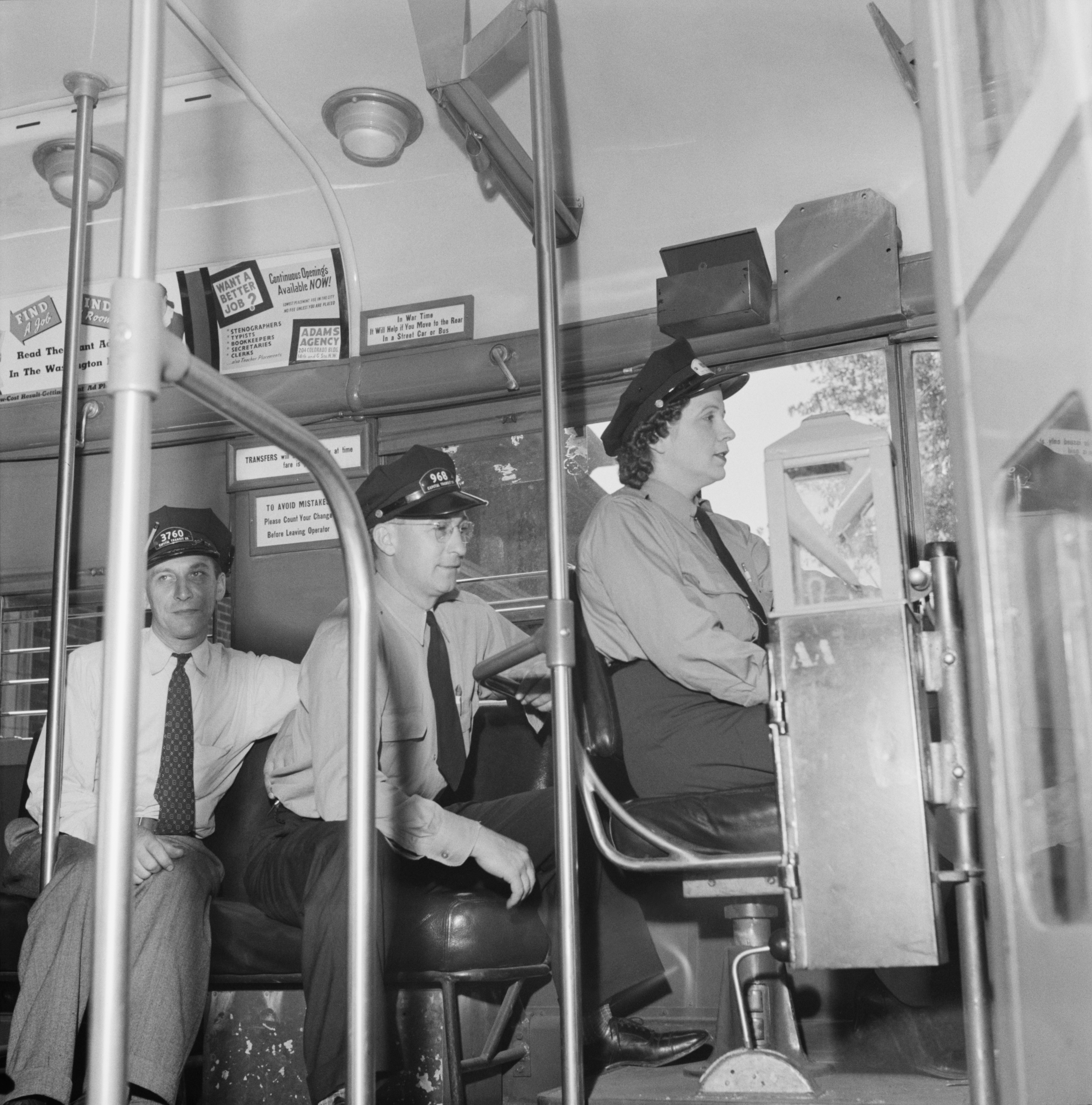
Instructeur de la Capitol Transit Company formant une femme à la conduite d'un tramway, juin 1943.
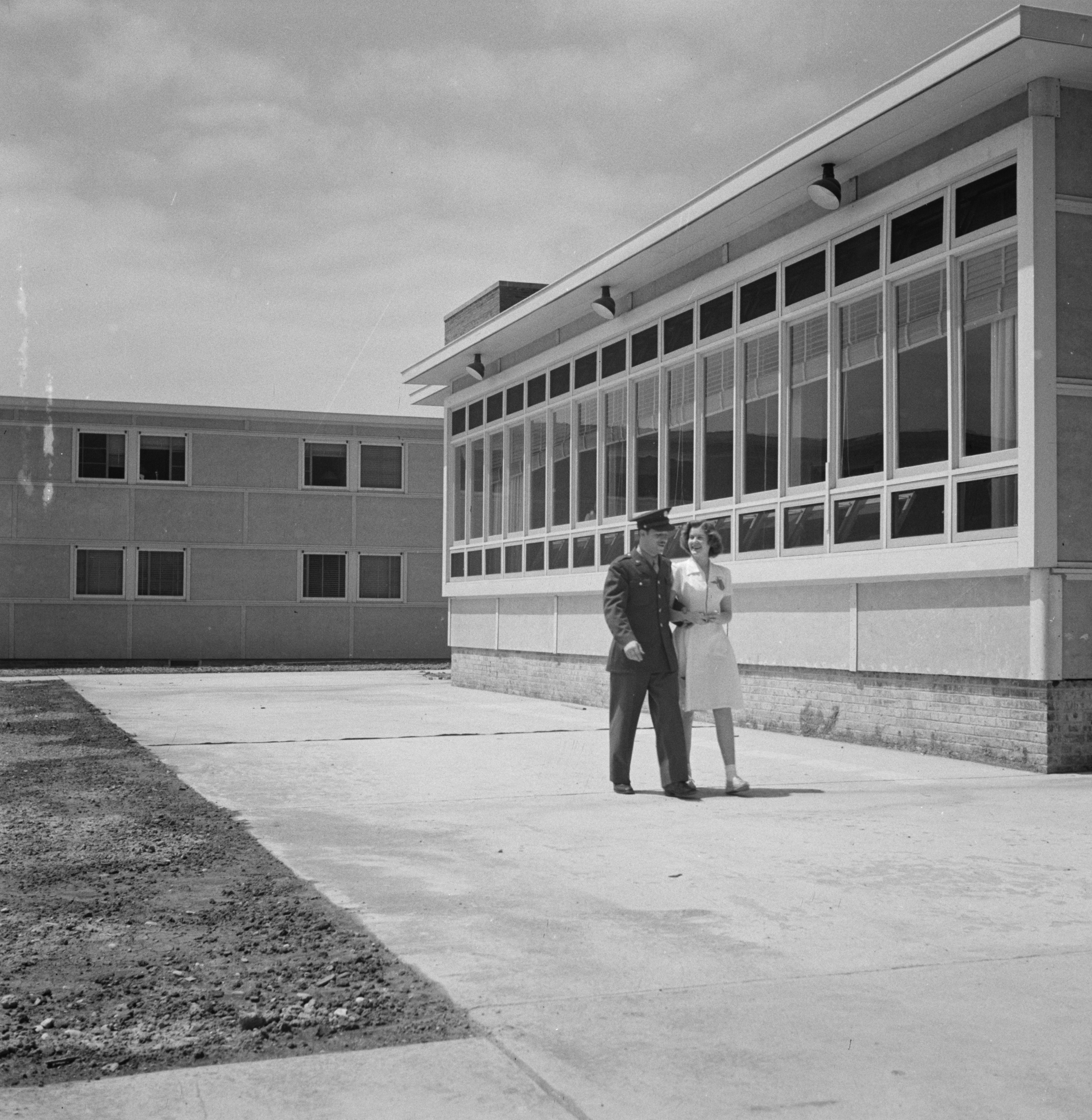
Vue d'Idaho Hall à Arlington, résidence pour les femmes travaillant pour le gouvernement américain pendant la seconde guerre mondiale, juin 1943.
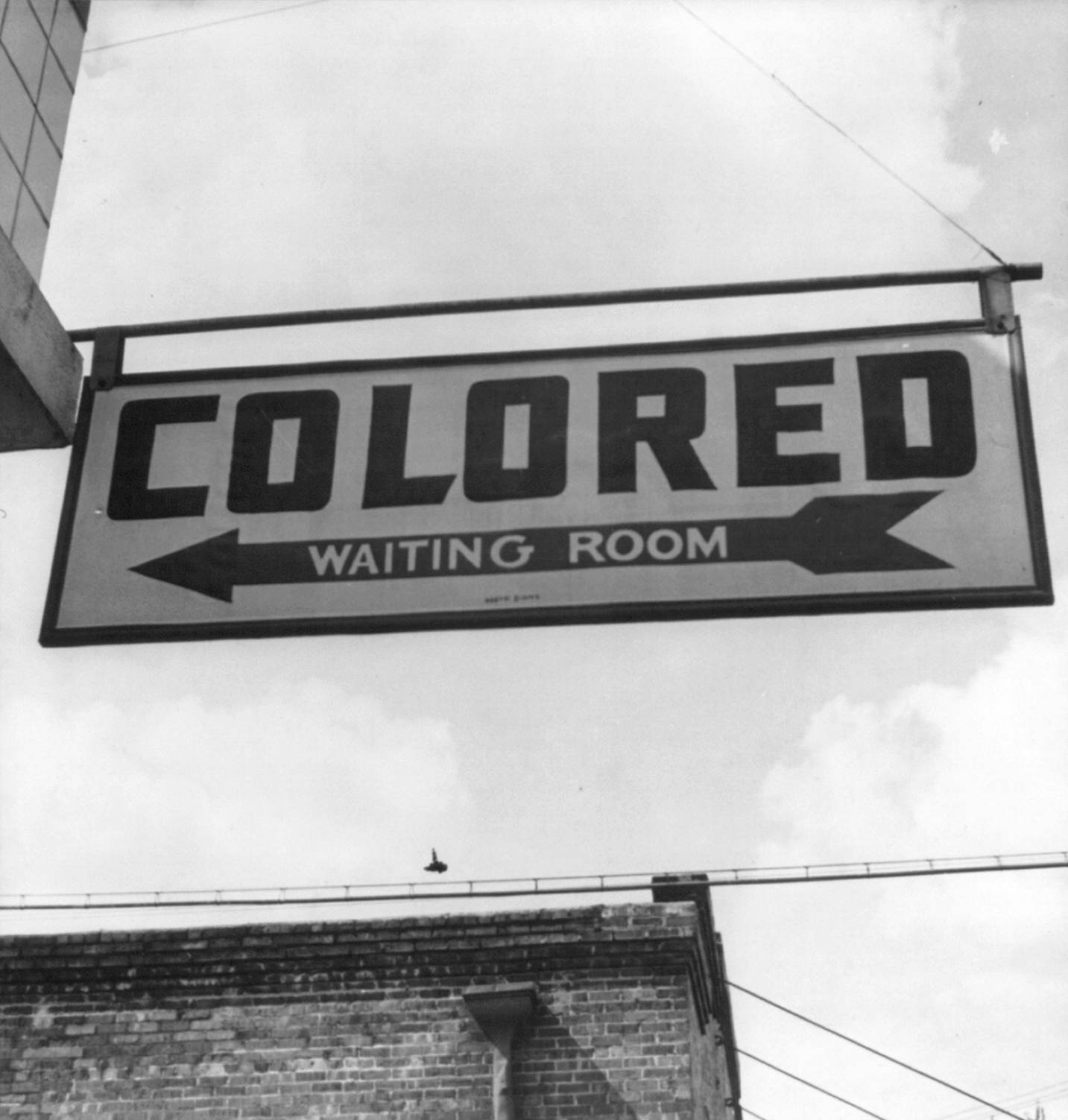
Indication d'une salle d'attente réservée aux Noirs à Rome en Géorgie, septembre 1943.
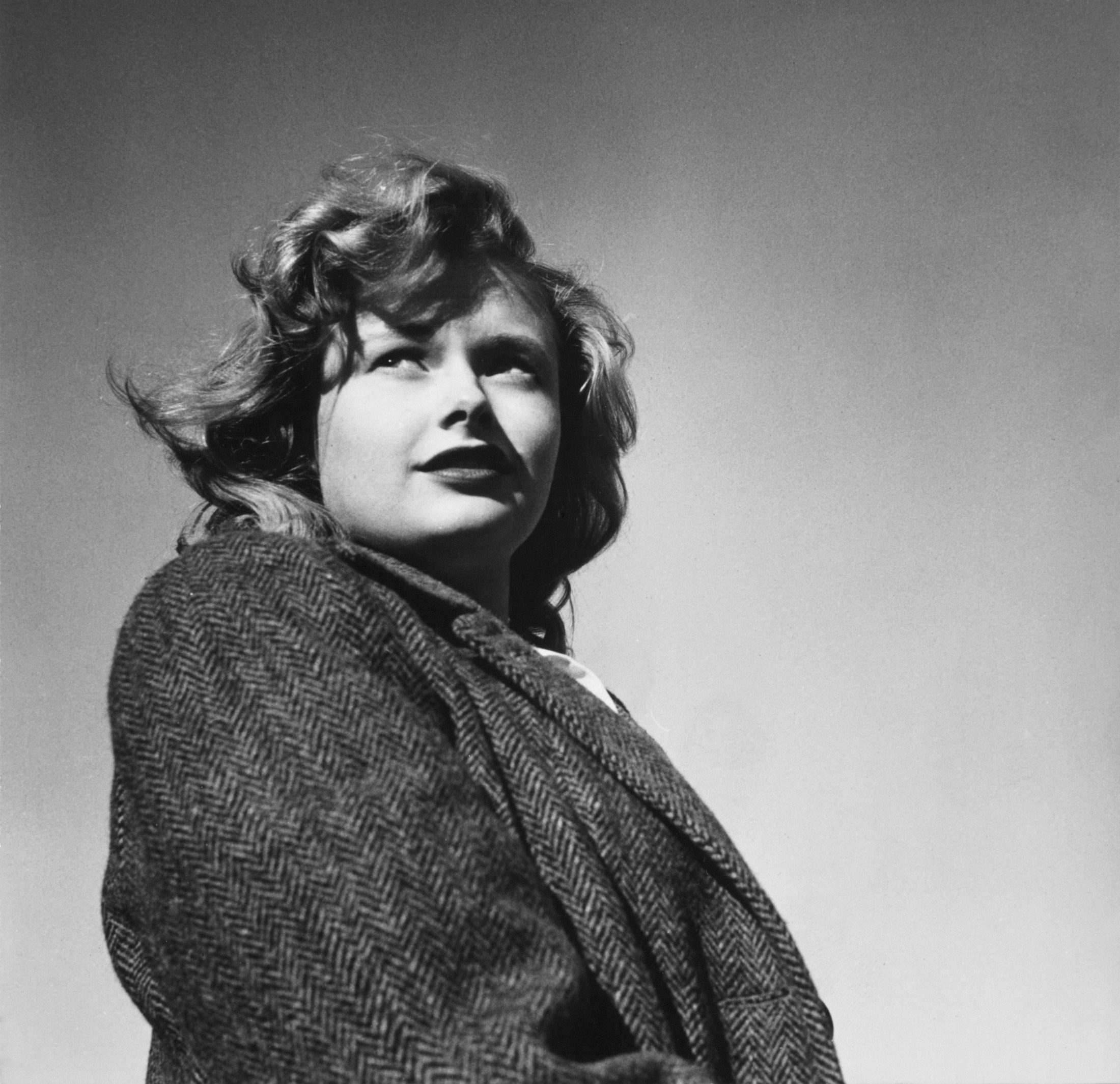
Une étudiante de l’école secondaire Woodrow Wilson à Washington, octobre 1943.